# Cyber Intelligence Sharing and Protection Act

Le Cyber Intelligence Sharing and Protection Act (CISPA), également connu sous le nom de H.R. 3523, est un projet de loi déposé le 30 novembre 2011 à la Chambre des représentants des États-Unis par le représentant républicain Mike Rogers (Michigan), et 29 de ses collègues. Il n'a pas encore été débattu. Ce projet de loi faciliterait l'accès de différentes agences gouvernementales aux données personnelles des fournisseurs d'accès à internet, lorsqu'un internaute serait soupçonné d'agir de manière délictuelle ou criminelle sur le réseau.
Comme les précédents projets SOPA et PIPA, CISPA est critiqué par plusieurs organisations au nom de la protection de la vie privée et de la neutralité du réseau. L'Electronic Frontier Foundation estime que le projet de loi « donnerait à des entreprises et au gouvernement de nouveaux pouvoirs pour surveiller et censurer les communications qui porteraient atteinte au droit d'auteur ». L'ONG Reporters sans frontières a exprimé sa « profonde inquiétude » au sujet de ce projet de loi, qui montre selon elle que « la liberté d’expression et la protection de la vie privée en ligne sont de plus en plus menacées, dans des pays réputés démocratiques, par une série de projets ou de propositions de loi qui les sacrifient sur l’autel de la protection de la sécurité nationale ou de la protection du droit d’auteur. » Une pétition contre le projet de loi, lancée par l'organisation civique internationale Avaaz.org, a recueilli plus de 670 000 signatures au 17 avril 2012. Le 25 avril 2012, par un communiqué, le président Barack Obama a menacé d'opposer son veto à l'adoption de la loi, en raison des risques que celle-ci ferait planer sur la protection de la vie privée. Cette loi a été refusée le 18 avril 2013 par le sénat.
Cependant, et contrairement aux projets SOPA et PIPA, le projet est soutenu par de nombreuses entreprises, dont AT&T, Boeing, Facebook, IBM, Intel, Microsoft, Oracle, Symantec, Google et Verizon.